# Sorcière du midi
 (avril 2021).
La mise en forme du texte ne suit pas les recommandations de Wikipédia : il faut le « wikifier ».
Les points d'amélioration suivants sont les cas les plus fréquents :
- Les titres sont pré-formatés par le logiciel. Ils ne sont ni en capitales, ni en gras.
- Le texte ne doit pas être écrit en capitales (les noms de famille non plus), ni en gras, ni en italique, ni en « petit »…
- Le gras n'est utilisé que pour surligner le titre de l'article dans l'introduction, une seule fois.
- L'italique est rarement utilisé : mots en langue étrangère, titres d'œuvres, noms de bateaux, etc.
- Les citations ne sont pas en italique mais en corps de texte normal. Elles sont entourées par des guillemets français : « et ».
- Les listes à puces sont à éviter, des paragraphes rédigés étant largement préférés. Les tableaux sont à réserver à la présentation de données structurées (résultats, etc.).
- Les appels de note de bas de page (petits chiffres en exposant, introduits par l'outil «  Source ») sont à placer entre la fin de phrase et le point final[comme ça].
- Les liens internes (vers d'autres articles de Wikipédia) sont à choisir avec parcimonie. Créez des liens vers des articles approfondissant le sujet. Les termes génériques sans rapport avec le sujet sont à éviter, ainsi que les répétitions de liens vers un même terme.
- Les liens externes sont à placer uniquement dans une section « Liens externes », à la fin de l'article. Ces liens sont à choisir avec parcimonie suivant les règles définies. Si un lien sert de source à l'article, son insertion dans le texte est à faire par les notes de bas de page.
- La présentation des références doit suivre les conventions bibliographiques. Il est recommandé d'utiliser les modèles {{Ouvrage}}, {{Chapitre}}, {{Article}}, {{Lien web}} et/ou {{Bibliographie}}. Le mode d'édition visuel peut mettre en forme automatiquement les références.
- Insérer une infobox (cadre d'informations à droite) n'est pas obligatoire pour parachever la mise en page.

Pour une aide détaillée, merci de consulter Aide:Wikification.
Si vous pensez que ces points ont été résolus, vous pouvez retirer ce bandeau et améliorer la mise en forme d'un autre article.
La sorcière de midi ou la Fée de midi (en tchèque: Polednice), Op. 108, B. 196, est un poème symphonique  en Do majeur d’Antonín Dvořák composé entre le 11 janvier et le 27 février 1896 et créé le 21 novembre de la même année à Londres par Henry J. Wood.
Polednice est le deuxième des 4 poèmes symphoniques composés par Dvořák d’après les ballades du recueil poétique Kytice (« Le Bouquet ») du poète tchèque Karel Jaromír Erben à son retour des États-Unis. Il est précédé de L’Ondin et suivi du Rouet d’or et de la Colombe sauvage. Les sujets de ces poèmes sont souvent violents et cruels et s'éloignent du concept Lisztien du poème symphonique définit comme une forme d’art idéalisé. Dvořák se rapprochera toutefois de cette conception dans son dernier poème symphonique, Le chant d’un héros (en tchèque: Píseň bohatýrská), Op. 111, B. 199.

## Poème
D’après le folklore bohémien, midi, comme minuit, a ses propres esprits malins qui exerce leur pouvoir  démoniaque de onze heures jusqu’à midi. Ils sont appelés les sorcières de midi. Pour cette raison, il n’est pas bon d’errer dans les forêts à l’approche de midi!
Une mère averti son enfant turbulent. Comme ultime recours pour arrêter ses cris, elle le menace d’appeler la sorcière du midi (« Fée du midi, viens et prends-le, Viens emporter ce coléreux »). A sa grande terreur, la sorcière entre et de sa voix de tempête réclame l’enfant (« Donne l’enfant »). La mère prend l’enfant dans ses bras. La Sorcière les observe et s’approche. Alors qu’elle s’apprête à saisir l’enfant, la mère s’effondre d’effroi. Midi sonne. Le père entre, arrive à réanimer la mère, mais pas l’enfant.
Dvořák ajoute au programme de son poème symphonique une scène d’introduction absente de la ballade d’Erben et décrivant l’enfant jouant calmement pendant que sa mère prépare le repas du midi. Il fait également le choix de répéter intégralement la scène initiale du conflit entre la mère et l’enfant.

## Instrumentation
La pièce est écrite pour un orchestre du XIXe siècle standard avec l’ajout d’une clarinette basse et de cloches.
| Instrumentation de la Sorcière du midi                                                   |
| Cordes                                                                                   |
| premiers violons, seconds violons, altos, violoncelles, contrebasses                     |
| Bois                                                                                     |
| 2 flûtes, 1 piccolo 2 hautbois, 2 clarinettes en la, 1 clarinette basse en la, 2 bassons |
| Cuivres                                                                                  |
| 4 cors en mi, 2 trompettes en do, 3 trombones (ténor, alto et basse), 1 tuba             |
| Percussions                                                                              |
| timbales, grosse-caisse, triangle, cymbales, cloches                                     |

La pièce est d’une durée d’environ 13 minutes.

## Forme musicale
La Sorcière du midi est parfois décrit comme un mouvement symphonique de forme sonate, parfois comme une symphonie miniature en un seul mouvement dans laquelle 4 parties peuvent être distinguées,: 
- 1er mouvement (Allegro): la mère et l'enfant;
- 2e mouvement (Andante sostenuto): arrivée de la sorcière;
- 3e mouvement  (Scherzo): danse de la Sorcière de midi;
- 4e mouvement (Andante): retour du père et final.

## Repères discographiques
Complete symphonic poems de Antonín Dvořák 1841-1904., Neeme. Järvi, Scottish National Orchestra. Lien OCLC WorldCat: http://www.worldcat.org/oclc/43272428
Dvorak symphonic poems de Antonín Dvořák 1841-1904., Nikolaus. Harnoncourt, Concertgebouworkest.  Lien OCLC WorldCat: http://www.worldcat.org/oclc/880047960
Slavonic dances : opp. 46 & 72 ; Overtures & symphonic poems de Antonín Dvořák 1841-1904., Rafael Kubelík 1914-1996., Bayerischer Rundfunk. Orchester. Lien OCLC WorldCat:  http://www.worldcat.org/oclc/50246353
Tone poems de Antonín Dvořák 1841-1904., Simon Rattle 1955-, Berliner Philharmoniker. , EMI Classics. Lien OCLC WorldCat : http://www.worldcat.org/oclc/319211669